# إدي جاكسون (لاعب كرة قدم أمريكية، مواليد 1980)
إدي جاكسون (بالإنجليزية: Eddie Jackson)‏ هو لاعب كرة قدم أمريكية أمريكي، ولد في 19 ديسمبر 1980 في بلينو في الولايات المتحدة.

## وصلات خارجية
- إدي جاكسون على موقع الاتحاد الدولي لألعاب القوى (الإنجليزية)
- إدي جاكسون على موقع مرجع كرة القدم المحترفة.كوم (الإنجليزية)